# Brøndby IF w sezonie 2017/2018
₪〈〈〉〉
Brøndby IF w sezonie 2017/2018 – klub ten grał w rozgrywkach klubowych w Danii i w Europie.
Brøndby IF zakończył ten sezon jako drugi zespół w Superligaen. Zdobył Pucharze Danii.

## Liga krajowa
| 16 lipca 201718:00 | Brøndby IF                                        | 4:0 | FC Midtjylland                            | Brøndby Stadion Widzów: 10,288 Sędzia: Anders Poulsen (referee) |
| 16 lipca 201718:00 | Pukki 20' · Kliment 36' · Halimi 62' · Mensah 84' | 4:0 | Drachmann 36' · Kroon 42' · Sørloth 90+2' | Brøndby Stadion Widzów: 10,288 Sędzia: Anders Poulsen (referee) |

| 23 lipca 201716:00 | FC Nordsjælland                            | 3:2 | Brøndby IF                                               | Right to Dream Park Widzów: 5,115 Sędzia: Peter Kjærsgaard-Andersen |
| 23 lipca 201716:00 | Donyoh 50' 52' · da Silva 82' · Asante 86' | 3:2 | Pukki 45' · Christensen 61' · Nørgaard 62' · Kliment 83' | Right to Dream Park Widzów: 5,115 Sędzia: Peter Kjærsgaard-Andersen |

| 30 lipca 201718:00 | Brøndby IF                                                                           | 5:3 | Lyngby BK                                                                | Brøndby Stadion Widzów: 11,834 Sędzia: Jakob Kehlet |
| 30 lipca 201718:00 | Kliment 5' · Christensen 55' 68' 81' 84' · Hermannsson 59' · Fisker 64' · Halimi 79' | 5:3 | Blume 2' · Rygaard Jensen 2' · Lund 28' · Ojo 43' · Højer 71' 74' (pen.) | Brøndby Stadion Widzów: 11,834 Sędzia: Jakob Kehlet |

| 6 sierpnia 201718:00 | Brøndby IF                              | 1:0 | FC København                                         | Brøndby Stadion Widzów: 21,169 Sędzia: Anders Poulsen (referee) |
| 6 sierpnia 201718:00 | Larsson 44' · Halimi 44' · Tibbling 90' | 1:0 | Johansson 24' · Kvist 44' · Olsen 45' · Verbič 45+2' | Brøndby Stadion Widzów: 21,169 Sędzia: Anders Poulsen (referee) |

| 13 sierpnia 201716:00 | Randers FC                            | 0:0 | Brøndby IF                   | BioNutria Park Randers Widzów: 6,107 Sędzia: Morten Krogh |
| 13 sierpnia 201716:00 | Marxen 42' · Enghardt 53' · Kauko 85' | 0:0 | Wilczek 81' · Tibbling 90+2' | BioNutria Park Randers Widzów: 6,107 Sędzia: Morten Krogh |

| 20 sierpnia 201718:00 | AGF                                                                           | 2:0 | Brøndby IF            | Ceres Park Widzów: 12,156 Sędzia: Jens Maae |
| 20 sierpnia 201718:00 | Hermansson 12' (o.g.) · Møller 35' · Pedersen 61' · Mikanović 85' · Amini 89' | 2:0 | Röcker 0' · Crone 42' | Ceres Park Widzów: 12,156 Sędzia: Jens Maae |

| 27 sierpnia 201716:00 | Brøndby IF                             | 2:0 | AC Horsens                                          | Brøndby Stadion Widzów: 12,175 Sędzia: Jakob Kehlet |
| 27 sierpnia 201716:00 | Crone 8' · Larsson 61' · Kliment 90+1' | 2:0 | Bjarke Jacobsen 18' · Finnbogason 62' · Joronen 90' | Brøndby Stadion Widzów: 12,175 Sędzia: Jakob Kehlet |

| 10 września 201718:00 | OB                             | 1:1 | Brøndby IF        | EWII Park Widzów: 10,717 Sędzia: Jakob Kehlet |
| 10 września 201718:00 | Uzochukwu 7' 0' · Petersen 59' | 1:1 | Kliment 57' 90+1' | EWII Park Widzów: 10,717 Sędzia: Jakob Kehlet |

| 17 września 201718:00 | Brøndby IF  | 0:0 | AaB                                                   | Brøndby Stadion Widzów: 13,138 Sędzia: Michael Johansen |
| 17 września 201718:00 | Arajuuri 2' | 0:0 | Pohl 35' · Ahlmann 45' · Šafranko 55' · Lesniak 90+3' | Brøndby Stadion Widzów: 13,138 Sędzia: Michael Johansen |

| 24 września 201718:00 | Hobro IK                                                             | 1:2 | Brøndby IF               | Hobro Stadion Widzów: 4,546 Sędzia: Peter Kjærsgaard-Andersen |
| 24 września 201718:00 | Kirkevold 42' (pen.) · Gotfredsen 48' · Vito Hammershøy-Mistrati 74' | 1:2 | Röcker 65' · Wilczek 90' | Hobro Stadion Widzów: 4,546 Sędzia: Peter Kjærsgaard-Andersen |

| 1 października 201716:00 | Brøndby IF                                                                             | 4:0 | SønderjyskE                           | Brøndby Stadion Widzów: 13,078 Sędzia: Mads Kristoffersen |
| 1 października 201716:00 | Mukhtar 25' 85' · Tibbling 34' · Kliment 59' · Nørgaard 72' · Larsson 81' · Halimi 90' | 4:0 | Jónsson 19' · Rømer 38' · Luijckx 52' | Brøndby Stadion Widzów: 13,078 Sędzia: Mads Kristoffersen |

| 15 października 201716:00 | Brøndby IF                                                         | 4:1 | Silkeborg IF                      | Brøndby Stadion Widzów: 13,778 Sędzia: Anders Poulsen (referee) |
| 15 października 201716:00 | Halimi 53' · Mukhtar 56' · Wilczek 60' · Tibbling 66' · Röcker 89' | 4:1 | Nilsson 8' · Skytte 2' · Moro 58' | Brøndby Stadion Widzów: 13,778 Sędzia: Anders Poulsen (referee) |

| 22 października 201716:00 | FC Helsingør           | 0:1 | Brøndby IF                           | Helsingør Stadion Widzów: 5,189 Sędzia: Jorgen Burchardt |
| 22 października 201716:00 | Køhler 35' · Olsen 88' | 0:1 | Pukki 4' 51' · Jung 2' · Larsson 78' | Helsingør Stadion Widzów: 5,189 Sędzia: Jorgen Burchardt |

| 30 października 201719:00 | Brøndby IF                          | 3:1 | Randers FC                          | Brøndby Stadion Widzów: 10,124 Sędzia: Jens Maae |
| 30 października 201719:00 | Kauko 15' (o.g.) · Halimi 59' 90+4' | 3:1 | Bager 30' · Rodić 47' · Kitchen 59' | Brøndby Stadion Widzów: 10,124 Sędzia: Jens Maae |

| 5 listopada 201712:00 | FC København                         | 0:1 | Brøndby IF                                                 | Telia Parken Widzów: 24,446 Sędzia: Mads Kristoffersen |
| 5 listopada 201712:00 | Bengtsson 41' · Falk 55' · Kvist 72' | 0:1 | Tibbling 39' · Nørgaard 42' 53' · Mukhtar 57' · Fisker 71' | Telia Parken Widzów: 24,446 Sędzia: Mads Kristoffersen |

| 19 listopada 201718:00 | Brøndby IF                                                 | 4:2 | FC Nordsjælland                                     | Brøndby Stadion Widzów: 13,243 Sędzia: Sandi Putros |
| 19 listopada 201718:00 | Pukki 12' 48' 61' · Kliment 69' · Mukhtar 73' · Rønnow 75' | 4:2 | Pedersen 39' · Marcondes 76' (pen.) · Rasmussen 81' | Brøndby Stadion Widzów: 13,243 Sędzia: Sandi Putros |

| 26 listopada 201718:00 | Silkeborg IF    | 1:3 | Brøndby IF                                                            | Jysk Park Widzów: 5,777 Sędzia: Jorgen Burchardt |
| 26 listopada 201718:00 | Skhirtladze 32' | 1:3 | Jung 16' · Pukki 44' · Wilczek 47' · Arajuuri 72' · Mukhtar 85' 90+4' | Jysk Park Widzów: 5,777 Sędzia: Jorgen Burchardt |

| 3 grudnia 201716:00 | SønderjyskE                | 1:3 | Brøndby IF                                            | Sydbank Park Widzów: 7,150 Sędzia: Mads Kristoffersen |
| 3 grudnia 201716:00 | Jakobsen 36' · Zimling 51' | 1:3 | Arajuuri 12' · Röcker 14' · Mukhtar 64' · Kliment 72' | Sydbank Park Widzów: 7,150 Sędzia: Mads Kristoffersen |

| 10 grudnia 201718:00 | Brøndby IF                               | 2:2 | AGF                                          | Brøndby Stadion Widzów: 16,235 Sędzia: Peter Kjærsgaard-Andersen |
| 10 grudnia 201718:00 | Tibbling 13' · Halimi 51' · Fisker 90+2' | 2:2 | Møller 63' · Sana 76' (pen.) · Backman 90+2' | Brøndby Stadion Widzów: 16,235 Sędzia: Peter Kjærsgaard-Andersen |

| 11 lutego 201811:00 | Lyngby BK                                           | 1:3 | Brøndby IF                                                              | Lyngby Stadion Widzów: 3,342 Sędzia: Peter Munch Larsen |
| 11 lutego 201811:00 | Christjansen 66' · Fosgaard 74' · Arajuuri (OG) 87' | 1:3 | Tshiembe (OG) 23' · Wilczek 28' · Pukki 54' · Larsson 63' · Mukhtar 73' | Lyngby Stadion Widzów: 3,342 Sędzia: Peter Munch Larsen |

| 18 lutego 201811:00 | AaB                                     | 1:1 | Brøndby IF                                                          | Aalborg Portland Park Widzów: 6,711 Sędzia: Sandi Putros |
| 18 lutego 201811:00 | Blåbjerg 40' · Okore 62' · Pallesen 78' | 1:1 | Hermannsson 18' · Fisker 23' · Mukhtar 44' · Röcker 50' · Pukki 80' | Aalborg Portland Park Widzów: 6,711 Sędzia: Sandi Putros |

| 25 lutego 201809:00 | Brøndby IF                                                                                                | 6:1 | FC Helsingør                                | Brøndby Stadion Widzów: 11,547 Sędzia: Michael Johansen |
| 25 lutego 201809:00 | Arajuuri 7' · Mukhtar 10' · Wilczek 24' · Arajuuri 30' · Pukki 50' (54) · Christensen 75' · Frendup 90+1' | 6:1 | Mortensen 58' · Tontini 69' · Jorgensen 89' | Brøndby Stadion Widzów: 11,547 Sędzia: Michael Johansen |

| 1 marca 201813:00 | FC Midtjylland | 0:1 | Brøndby IF              | MCH Arena Widzów: 10,862 Sędzia: Michael Tykgaard |
| 1 marca 201813:00 | Hansen 36'     | 0:1 | Fisker 21' Rønnow 90+7' | MCH Arena Widzów: 10,862 Sędzia: Michael Tykgaard |

| 4 marca 201811:00 | Brøndby IF              | 2:1 | OB                                  | Brøndby Stadion Widzów: 10,030 Sędzia: Jens Maae |
| 4 marca 201811:00 | Mukhtar 40' · Pukki 76' | 2:1 | Rømer 57' · Nielsen 75' · Greve 86' | Brøndby Stadion Widzów: 10,030 Sędzia: Jens Maae |

| 11 marca 201812:00 | AC Horsens                                                                          | 1:1 | Brøndby IF                 | CASA Arena Widzów: 4,363 Sędzia: Jakob Kehlet |
| 11 marca 201812:00 | Hansson 10' · Jacobsen 16' · Okosun 47' · Kortegaard 48' · Ludwig 65' · Borring 69' | 1:1 | Wilczek 38' · Nørgaard 68' | CASA Arena Widzów: 4,363 Sędzia: Jakob Kehlet |

| 18 marca 201811:00 | Brøndby IF                                   | 2:1 | Hobro IK                      | Brøndby Stadion Widzów: 13,467 Sędzia: Jørgen Daugbjerg Burchardt |
| 18 marca 201811:00 | Mukhtar 74' · Röcker 79' · Kliment 87' 90+2' | 2:1 | Babayan 65' 77' · Damborg 70' | Brøndby Stadion Widzów: 13,467 Sędzia: Jørgen Daugbjerg Burchardt |

## Puchar Danii
| 20 września 201720:30 | Ledøje-Smørum | 1:5 | Brøndby IF | Brøndby Stadium |
| 20 września 201720:30 |               | 1:5 |            | Brøndby Stadium |

| 4 lutego 201812:30 | København | 0:1 | Brøndby IF | Parken Stadium |
| 4 lutego 201812:30 |           | 0:1 |            | Parken Stadium |

| 4 kwietnia 201812:30 | SønderjyskE | 0:1 | Brøndby IF | Sydbank Park |
| 4 kwietnia 201812:30 |             | 0:1 |            | Sydbank Park |

| 26 kwietnia 201818:30 | Brøndby IF | 3:1 | FC Midtjylland | Brøndby Stadium |
| 26 kwietnia 201818:30 |            | 3:1 |                | Brøndby Stadium |

| 10 maja 2018 | Brøndby IF | 3:1 | Silkeborg IF | Parken Stadium |
| 10 maja 2018 |            | 3:1 |              | Parken Stadium |

### UEFA Europa League
| 13 lipca 201720:00 | Brøndby IF             | 2:0 | VPS       | Brøndby Stadion Widzów: 8,533 Sędzia: Bart Vertenten |
| 13 lipca 201720:00 | Pukki 17' · Fisker 29' | 2:0 | Sohna 77' | Brøndby Stadion Widzów: 8,533 Sędzia: Bart Vertenten |

| 20 lipca 201718:00 | VPS                             | 2:1 | Brøndby IF                      | Hietalahti Stadion Widzów: 4,385 Sędzia: Paolo Valeri |
| 20 lipca 201718:00 | Voutilainen 11' · Sohna 40' 62' | 2:1 | Meerits 16' (o.g.) · Kliment 0' | Hietalahti Stadion Widzów: 4,385 Sędzia: Paolo Valeri |

| 27 lipca 201720:00 | Brøndby IF               | 0:0 | Hajduk Split           | Brøndby Stadion Widzów: 12,535 Sędzia: Kevin Clancy |
| 27 lipca 201720:00 | Arajuuri 2' · Fisker 80' | 0:0 | Futács 34' · Erceg 59' | Brøndby Stadion Widzów: 12,535 Sędzia: Kevin Clancy |

| 3 sierpnia 201720:30 | Hajduk Split                                | 2:0 | Brøndby IF                                             | Stadion Poljud Widzów: 30,204 Sędzia: Orel Grinfeeld |
| 3 sierpnia 201720:30 | Erceg 59' 63' · Futács 65' · Edin Šehić 87' | 2:0 | Crone 61' · Hermannsson 79' · Rønnow 86' · Mukhtar 87' | Stadion Poljud Widzów: 30,204 Sędzia: Orel Grinfeeld |